# Premierminister (Portugal)
Der Premierminister der Portugiesischen Republik (portugiesisch Primeiro-Ministro da República Portuguesa) ist der offizielle Titel des Regierungschefs der portugiesischen Regierung. Als Leiter der staatlichen Exekutive koordiniert der Premierminister das Regierungskabinett mit seinen Ministern, repräsentiert die Regierung gegenüber den anderen staatlichen Organen, legt dem portugiesischen Parlament, der Assembleia da República, Rechenschaft ab und informiert den Staatspräsidenten. Gegebenenfalls kann der Premierminister neben dem Amt selbst auch weitere Funktionen innerhalb des Kabinetts innehaben. Aufgrund seiner herausragenden Stellung ist der Premierminister eine in der Öffentlichkeit sehr präsente Person.
Grundsätzlich gibt es keine begrenzte Zahl an Amtszeiten, die der Premierminister ausüben darf. Dieser wird vom Staatspräsidenten, normalerweise nach Parlamentswahlen und Berücksichtigung des Wahlergebnisses sowie nach einer Anhörung der vertretenen Parteien, ernannt. Üblicherweise ist der Nominierte der Vorsitzende der in den Wahlen siegreichen Partei.
Die Bezeichnung Primeiro-ministro gibt es offiziell erst seit der Einführung der letzten portugiesischen Verfassung im Jahr 1976. Mit dieser Verfassung, die nach der Nelkenrevolution am 25. April 1974, verabschiedet wurde, erhielt der portugiesische Staat nach der langen Diktatur unter Salazar eine demokratische Herrschaftsform. Grundsätzlich kann jedoch gesagt werden, dass das Amt des Premierministers selbst schon relativ alt ist, da schon unter den portugiesischen Königen ein Reichskanzler die Amtsgeschäfte für den Monarchen führte.
Der Premierminister residiert offiziell in der Residenz des Premierministers (Residência Oficial do Primeiro-Ministro), die sich direkt am Palácio de São Bento, dem Gebäude des portugiesischen Parlaments befindet. Aus diesem Grunde wird die Residenz auch öfters fälschlich Palácio de São Bento genannt. Die wenigsten Premierminister verlegten ihren Wohnsitz in das Gebäude, sondern behielten ihren vorigen privaten.

## Liste der Amtsinhaber
- Liste der Premierminister Portugals